# Ray Nelson (scrittore)
Ray Nelson, nome completo Radell Faraday Nelson (Schenectady, 3 ottobre 1931 – 30 novembre 2022), è stato un autore di fantascienza statunitense.
Attivo anche come vignettista, Nelson è noto principalmente per il racconto breve del 1963 Alle otto del mattino (Eight O'Clock in the Morning), che è stato usato da John Carpenter come base e spunto per il suo film del 1988 Essi vivono.

## Biografia
Nelson ha anche lavorato con Philip K. Dick nel romanzo L'ora dei grandi vermi (The Ganymede Takeover)  del 1967. Nel 1982 in occasione del premio Philip K. Dick il suo racconto The Prometheus Man ha ottenuto una citazione speciale (secondo posto). Il suo libro del 1975 Blake's Progress, nel quale il poeta William Blake è un viaggiatore nel tempo, ha ottenuto il più grande successo di critica per l'autore. È stato riscritto e ripubblicato nel 1985 con il titolo Timequest.
Oltre al racconto Alle otto del mattino (Eight O'Clock in the Morning), Ray Nelson ha anche scritto altri racconti, tra i quali Spegnere il cielo (Turn off the Sky, 1963) e Nightfall on the Dead Sea.

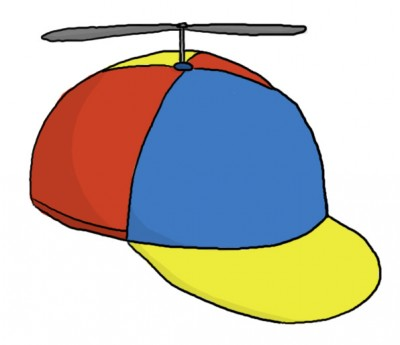
Cappellino con l'elica, un tempo usato dai bambini e ora a volte simbolo dei "geek"

Ray Nelson ha affermato che il suo più grande desiderio era già nelle scuole superiori quello di diventare famoso per essere l'inventore del cappellino con l'elica.